# Тнейвах
Тнейвах (нивх. Тнейвах) — село в Николаевском районе Хабаровского края. Входит в состав Оремифского сельского поселения, от центра поселения — села Оремиф его отделяют 4 километра. Расположено на берегу Амурского лимана.

## История
Первое упоминание о селе как о туземном стойбище Табах встречается в отчётах Амурской экспедиции 1851 года.

## Население
| 2002 | 2010 | 2011 | 2012 | 2021 |
| ---- | ---- | ---- | ---- | ---- |
| 54   | ↘24  | →24  | ↘21  | ↘13  |

Более половины населения составляют нивхи.

## Экономика
Основное занятие населения села — добыча и заготовка рыбы. В с. Тнейвах находится рыболовецкая артель «Тнейвах» и один из участков рыболовецкой артели имени Блюхера.